# Дементьєв Андрій Дмитрович
Андрі́й Дми́трович Деме́нтьєв (рос. Андрей Дмитриевич Дементьев) (16 липня 1928, Твер, СРСР — 26 червня 2018, Москва, Росія) — радянський російський поет, автор текстів до багатьох пісень, журналіст, публіцист, громадський діяч. Лауреат премії Ленінського комсомолу (1981), Державної премії СРСР (1985), Бунінської премії (2007). Член Союзу письменників СРСР. Виступав проти Євромайдану.

## Життєпис
З 1981 по 1992 рік Дементьєв очолював літературний часопис «Юність». У 1990-і роки почав працювати на телебаченні та радіо в якості кореспондента й ведучого.

## Книги А. Дементьєва
- Лирические стихи. Калинин. — 1955
- Родное: Стихи. Калинин. — 1958
- Дорога в завтра: поэма о Валентине Гагановой. Калинин. — 1960
- Глазами любви: стихи. Калинин. — 1962
- Про девочку Марину и про смешную птицу: Стихи. Калинин. — 1963
- Солнце в доме: Стихи. М. — 1964
- Наедине с совестью: Стихи. М. — 1965
- Штрихи большой жизни: М. И. Калинин в родных местах. М. — 1965
- Август из Ревеля: рассказы о М. И. Калинине. М. — 1970
- Избранная лирика: Стихи. М. — 1970
- Боль и радость: Стихи и поэма. М. — 1973
- Первый ученик: рассказ о М. И. Калинине. М. — 1973
- Рядом ты и любовь. М. — 1976
- Азарт. М. — 1983.
- Стихотворения. М. — 1988. ISBN 5-268-00595-2
- Снег в Иерусалиме. М. — 1993. ISBN 5-85661-005-9
- У судьбы моей на краю. М. — 2002. ISBN 5-93494-018-X
- Я живу открыто. М. — 2003. ISBN 5-235-02627-6
- Виражи времени. М. — 2004. ISBN 5-699-09176-9
- Избранное. М. — 2004. ISBN 5-699-06727-2
- Нет женщин нелюбимых. М. — 2006. ISBN 5-699-04546-5, ISBN 5-699-04547-3
- Новые стихи. М. — 2006. ISBN 5-699-17648-9
- Избранное. М. — 2009.

## Погляди
Про Україну Дємєнтьєв так сказав: 
| Вони думають, що Україна це велика держава. Україна завжди була Малоросією[3]. |